# بزرگراه شهید سردار علیزاده (کمربندی جنوبی قرچک)
بلوار شهید سردار علیزاده (کمربندی جنوبی قرچک) بزرگراهی واقع در ایران، استان تهران شهرستان قرچک است که به منظور تسهیل و کاهش بار ترافیک برای تردد ساخته شده‌است.